# Olympische Winterspiele 1980/Teilnehmer (Jugoslawien)
| Gelbes Symbol für Goldmedaillen mit stilisierten Olympischen Ringen | Graues Symbol für Silbermedaillen mit stilisierten Olympischen Ringen | Braundes Symbol für Bronzemedaillen mit stilisierten Olympischen Ringen |
| ------------------------------------------------------------------- | --------------------------------------------------------------------- | ----------------------------------------------------------------------- |
| —                                                                   | —                                                                     | —                                                                       |

Jugoslawien nahm an den Olympischen Winterspielen 1980 in Lake Placid mit einer Delegation von 15 Athleten (11 Männer, 4 Frauen) teil. Der alpine Skirennläufer Bojan Križaj wurde als Fahnenträger der jugoslawischen Mannschaft zur Eröffnungsfeier ausgewählt.

## Teilnehmer nach Sportarten

### Biathlon
Herren:
- Marjan Burgar
10 km: 38. Platz
20 km: 35. Platz

### Eiskunstlauf
Damen:
- Sanda Dubravčić
11. Platz

### Ski Alpin
| Damen: - Metka Jerman Riesenslalom: 20. Platz Slalom: DNF - Nuša Tome Riesenslalom: 23. Platz Slalom: DNF - Anja Zavadlav Riesenslalom: 26. Platz Slalom: DNF | Herren: - Jure Franko Riesenslalom: 12. Platz - Bojan Križaj Riesenslalom: 4. Platz Slalom: DSQ - Jože Kuralt Riesenslalom: DNF Slalom: 13. Platz - Boris Strel Riesenslalom: 8. Platz Slalom: DNF - Janez Zibler Slalom: DNF |

### Ski Nordisch

#### Langlauf
Herren:
- Ivo Čarman
15 km: 41. Platz
30 km: 33. Platz
- Tone Ðurišic
15 km: 46. Platz
30 km: 46. Platz

#### Skispringen
- Brane Benedik
Normalschanze: 45. Platz
Großschanze: 49. Platz
- Bogdan Norčič
Normalschanze: 48. Platz
Großschanze: 38. Platz
- Miran Tepeš
Normalschanze: 44. Platz
Großschanze: 40. Platz

## Weblink
- Jugoslawische Olympiamannschaft 1980 in der Datenbank von Sports-Reference (englisch; archiviert vom Original)